# Diàleg – Partit dels Verds
El Diàleg – Partit dels Verds (en hongarès Párbeszéd – A Zöldek Pártja), anteriorment conegut com Diàleg per a Hongria (Párbeszéd Magyarországért) és un partit ecologista socioliberal format al 2013.
Diàleg es va crear a partir d'una escissió del LMP - Partit Verd d'Hongria, els quals rebutjaven aleshores cap pacte electoral amb el MSZP i amb Junts 2014, impulsat per l'antic Primer Ministre Gordon Bajnai, que pretenia agrupar l'oposició a Orbán. Així, van impulsar Diàleg per Hongria, partint en dos el llavors grup parlamentari del LMP, amb vuit diputats per a cada sector.
Posteriorment s'han presentat a diverses eleccions legislatives i europees sempre en coalició amb altres forces: en la plataforma opositora Unitat al 2014, en coalició amb el MSZP al 2018, de nou a la plataforma àmplia Units per Hongria al 2022, i més recentment en una aliança amb el MSZP i el DK. D'aquesta manera han mantingut i fins i tot ampliat la seva presència institucional.

## Resultats electorals

### Assemblea Nacional
| Any  | Líder                         | Circumscripcions                      | Circumscripcions                      | Llista de partit                      | Llista de partit                      | Escons  | +/– | Govern   |
| Any  | Líder                         | Vots                                  | %                                     | Vots                                  | %                                     | Escons  | +/– | Govern   |
| ---- | ----------------------------- | ------------------------------------- | ------------------------------------- | ------------------------------------- | ------------------------------------- | ------- | --- | -------- |
| 2014 | Benedek Jávor Tímea Szabó     | Dins de la coalició Unitat            | Dins de la coalició Unitat            | Dins de la coalició Unitat            | Dins de la coalició Unitat            | 1 / 199 | Nou | Oposició |
| 2018 | Gergely Karácsony Tímea Szabó | Coalició amb MSZP                     | Coalició amb MSZP                     | Coalició amb MSZP                     | Coalició amb MSZP                     | 3 / 199 | 2   | Oposició |
| 2022 | Gergely Karácsony Tímea Szabó | Dins de la coalició Units per Hongria | Dins de la coalició Units per Hongria | Dins de la coalició Units per Hongria | Dins de la coalició Units per Hongria | 6 / 199 | 3   | Oposició |

### Parlament Europeu
| Any  |               | Vots                    | %                       | Escons | +/- | Grup      |
| ---- | ------------- | ----------------------- | ----------------------- | ------ | --- | --------- |
| 2014 | Benedek Jávor | Coalició amb Junts      | Coalició amb Junts      | 1 / 21 | Nou | Verds/ALE |
| 2019 | Bertalan Tóth | Coalició amb MSZP       | Coalició amb MSZP       | 0 / 21 | 1   | -         |
| 2024 | Klára Dobrev  | Coalició DK-MSZP-Diàleg | Coalició DK-MSZP-Diàleg | 0 / 21 | =   | -         |

## Líders
| Mandat    | Copresident       | Copresidenta | Copresident gerent |
| --------- | ----------------- | ------------ | ------------------ |
| 2013–2014 | Benedek Jávor     | Tímea Szabó  | No existia         |
| 2014–2022 | Gergely Karácsony | Tímea Szabó  | No existia         |
| 2022–2024 | Bence Tordai      | Rebeka Szabó | No existia         |
| 2024–     | Richárd Barabás   | Rebeka Szabó | Tímea Szabó        |